# رفیق شابانادژوویچ
رفیق شابانادژوویچ (صربی: Refik Šabanadžović؛ زادهٔ ۲ اوت ۱۹۶۵) یک بازیکن فوتبال اهل یوگسلاوی است.
از باشگاه‌هایی که در آن بازی کرده‌است می‌توان به آ. ا. ک آتن، باشگاه فوتبال ژلیزنیچار سارایوو، باشگاه فوتبال ستاره سرخ بلگراد، باشگاه فوتبال اسپورتینگ کانزاس‌سیتی و المپیاکوس اشاره کرد.
وی همچنین سابقه ۸ بازی برای تیم ملی فوتبال یوگسلاوی در کارنامه دارد.